# Max Van Dyck
Pour les articles homonymes, voir Van Dyck.
Max Constant Armand Van Dyck (Schaerbeek, 23 décembre 1902 - Ixelles, 26 décembre 1992) est un peintre et dessinateur belge formé à l'Académie royale des beaux-arts de Bruxelles, dans les classes de peinture de Jean Delville, grand prix de Rome belge de peinture 1895 et d'Herman Richir, second prix de Rome belge de peinture 1886.
Grand Prix de Rome belge de peinture 1920 à l'unanimité (catégorie des artistes de moins de 31 ans).

## Biographie
À l'académie de Bruxelles, Max Van Dyck — dont le nom figure dans la liste des élèves prestigieux ayant fréquenté l'établissement — croise des artistes comme Paul Delvaux, Marcel Louis Baugniet, qui fut l'époux de la chorégraphe et artiste peintre Akarova, et fait la connaissance d'Éliane de Meuse, Prix Godecharle 1921, qu'il épouse en 1922, l'année du voyage en Italie permettant l'éternel retour aux sources de la Renaissance, un voyage d’étude qui fut aussi leur voyage de noces comme se plaît à le souligner Éliane de Meuse dans le reportage télévisé réalisé par Télé-Bruxelles, Éliane de Meuse, personnalité à domicile, un documentaire tourné par le journaliste Éric Russon à l’occasion de l'exposition-rétrospective que lui consacrèrent la Ville de Bruxelles et la banque Crédit général en 1991.
En 1920, Max Van Dyck décroche à 17 ans le grand Prix de Rome belge en peinture et devient de ce fait le plus jeune lauréat du concours belge en catégorie des artistes de moins de 31 ans. 
Les journaux de l'époque dépeignent la joie débordante des condisciples et des amis du tout jeune lauréat qui, afin de célébrer l'importante réussite de leur compagnon, le promenèrent dans les rues de Bruxelles au son des Vive Van Dyck, vive Van Dyck. D'élogieux articles, dont l'un illustré par une photographie du portrait de l'artiste prodige, décrivent l'étonnement des badauds au passage du cortège en liesse et soulignent le caractère unique de l'attribution du Prix de Rome à un aussi jeune artiste peintre.
D'autres articles décrivent la solennité inaccoutumée du discours prononcé par le bourgmestre Adolphe Max à l'occasion de la distribution des prix en la salle gothique de l'Hôtel de ville de Bruxelles, cérémonie orchestrée par Gisbert Combaz, professeur de composition décorative à l'Académie royale des beaux-arts de Bruxelles, trop heureux de pouvoir fêter un triomphe unique et sans précédent dans les fastes de l'enseignement académique de la capitale.
Cette année-là, les trois lauréats du Grand Prix de Rome sont des élèves de l'Académie de Bruxelles, Max Van Dyck, originaire de Schaerbeek (Bruxelles), Alphonse Blomme, Grand Prix de Rome de peinture (catégorie des plus de 31 ans mais n'ayant pas dépassé l'âge de 35 ans), originaire de Roulers, et Joseph-Gérard Van Goolen, Grand Prix de Rome de sculpture, originaire de Malines.
Max Van Dyck est le fils du peintre Victor Van Dyck et petit-fils du peintre Henri Van Dyck (Hendrik Joseph Van Dyck) né à Bruges le 25 mars 1849, tous deux admis au concours du célèbre Prix de Rome de peinture belge. Autre fait unique, ce sont trois générations consécutives à être récompensées par cette vénérable institution.
Dessinateur de grand talent, il enseigne les arts décoratifs à l’Académie des beaux-arts d'Anderlecht où il se lie d'amitié avec le peintre Émile Salkin et qui, comme lui, termine sa carrière vouée à l'enseignement en tant que directeur.